# Muggsy Bogues
Tyrone Curtis Bogues, dit Muggsy Bogues, né le 9 janvier 1965 à Baltimore, est un joueur américain de basket-ball. C'est le plus petit joueur de l'histoire de la NBA, avec 1,60 m (5′ 3″).

## Biographie
Il a évolué en NBA pendant quatorze saisons, fut entraîneur du Sting de Charlotte en WNBA et a également été sélectionné en équipe nationale en 1986. Il dispute le championnat du monde 1986 où les Américains remportent le titre mondial en battant en finale l'URSS sur le score de 87 à 85. Bogues est le plus petit basketteur ayant joué en NBA (1,60 m). Il a été drafté par les Bullets de Washington en douzième position en 1987. Pendant sa carrière il a connu quatre franchises : les Bullets de Washington, les Hornets de Charlotte, les Warriors de Golden State et les Raptors de Toronto. Il disait d'ailleurs souvent « Doesn't matter height, if feet touch the sky! » (Peu importe la taille tant que les pieds touchent le ciel !).
Il fit sa meilleure saison en 1993-1994 avec les Hornets de Charlotte avec un peu plus de 10,8 points, 10,1 passes, 4,1 rebonds et 1,7 interception de moyenne par match. Ce petit meneur connut un moment de gloire spécial en 1996 lorsqu'il contra le grand Patrick Ewing (2,13 m), légèrement embarrassé par cette déconvenue.

## Dans la culture
Muggsy Bogues a joué son propre rôle dans le film Space Jam, avec entre autres Michael Jordan. Il joue également un rôle dans la série The Sentinel, et apparaît aussi dans un épisode de la 4e saison de Larry et son nombril et dans un autre de la 7e saison de Royal Pains (il y joue son propre rôle). 
En 2015, il donne son nom à un morceau de rap réalisé par Ypsos, un artiste bruxellois. Le clip utilise des vidéos des highlights du basketteur[réf. nécessaire]. En 2017, son nom sert également de titre à un morceau du groupe de musique électro-hip-hop AllttA[réf. nécessaire].

## Records NBA et Mondial
- Plus petit joueur ayant figuré en NBA.
- Plus petit joueur ayant figuré au championnat du monde.
- Meilleur pourcentage aux tirs à trois-points en playoffs avec 85,7 % en 1997.